# 하야카와 렌
하야카와 렌(일본어: 早川 漣, はやかわ れん, 1987년 8월 24일~)은 대한민국 출신 일본의 양궁 선수이다. 한국어 이름은 엄혜련(嚴惠漣)이다.

## 생애
언니 하야카와 나미(본명 엄혜랑)와 함께 대한민국에서 양궁 선수로 활동했다. 그는 전북체고 졸업 후 현대모비스 소속으로 활동했으나, 대한민국 여자 양궁의 두터운 선수층으로 인해 국가대표로는 선발되기 어려운 상황이었다. 그의 언니는 일본인과 재혼한 어머니를 따라 이미 일본으로 귀화하여 2008년 하계 올림픽에 참가한 바 있다. 이에 2009년 일본으로 귀화하여 이름을 일본인 양부의 성에 자신의 이름의 뒤 글자인 "련"을 일본어로 바꾼 "하야카와 렌"으로 고치고, 일본 국가대표 선수로 선발되었다.
2012년 하계 올림픽 단체전 준결승에서 대한민국 팀에 졌으나, 동메달 결정전에서 러시아 팀을 꺾어 동메달을 획득했다. 개인전에서는 16강에서 대한민국의 기보배에게 패하여 탈락했다.
2014년 인천에서 열린 2014년 아시안 게임 준결승에서 대한민국의 정다소미에게 패배했다. 이후 2020년 하계 올림픽에 일본 양궁 국가대표로 발탁이 되었다.